# D'Artagnan
Charles de Batz-Castelmore, conde de Artagnan, (Lupiac, Gasconha, c. 1611 — Maastricht, 25 de junho de 1673) foi um militar francês, tendo servido ao rei Luís XIV como capitão dos Mosqueteiros da Guarda, morto durante o Cerco a Maastricht na guerra Franco-Holandesa.
Na literatura, tornou-se célebre como uma personagem de ficção criado por Gatien de Courtilz de Sandras e, posteriormente, foi uma das personagens mais importantes do escritor Alexandre Dumas. D'Artagnan é considerado o quarto mosqueteiro, já que os três seriam Athos, Aramis e Porthos. Proveniente da Gasconha, chega a Paris com o ideal de uma nova vida e acaba se envolvendo em uma série de aventuras.

## Seus protetores

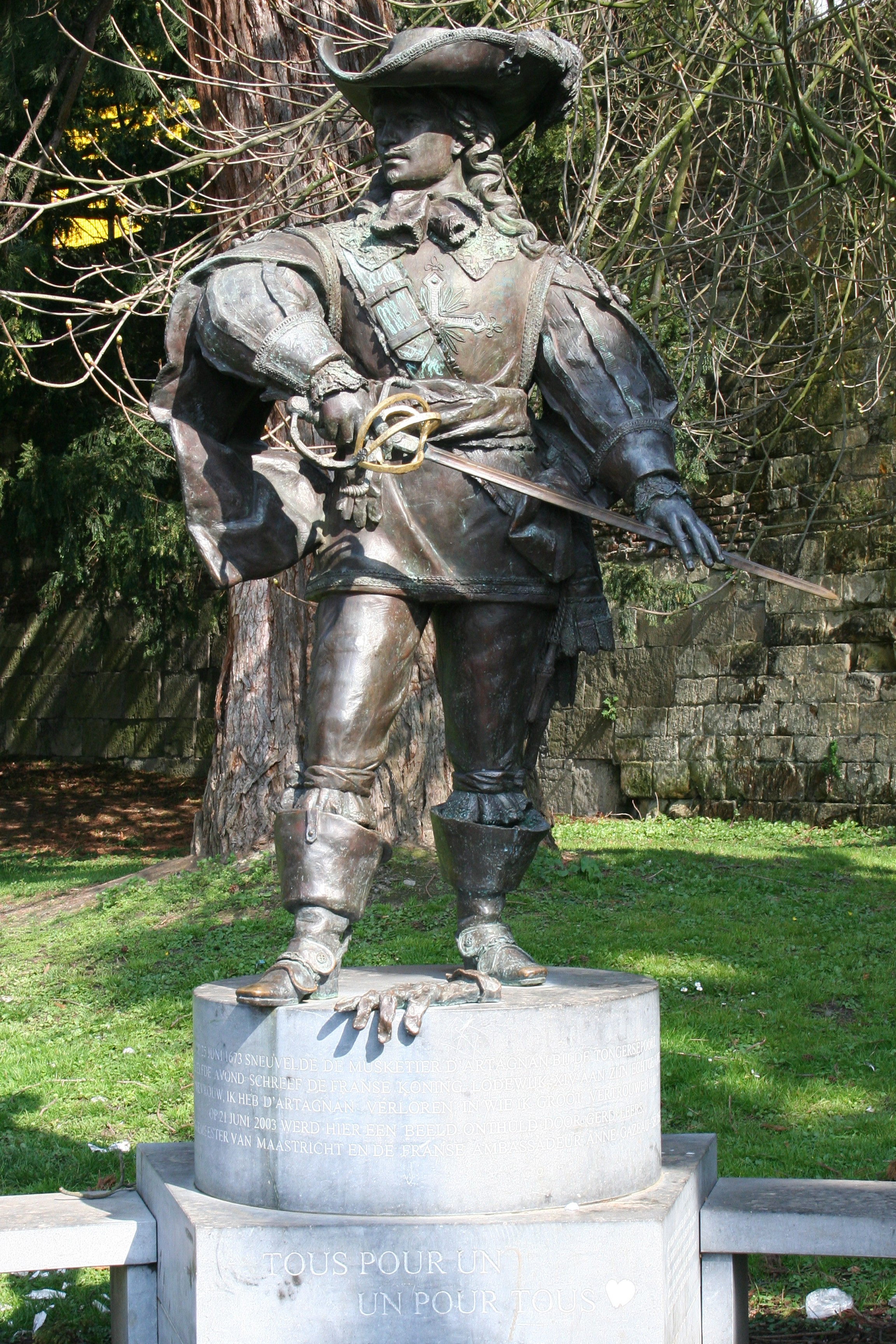
Estátua de d’Artagnan, Maastricht

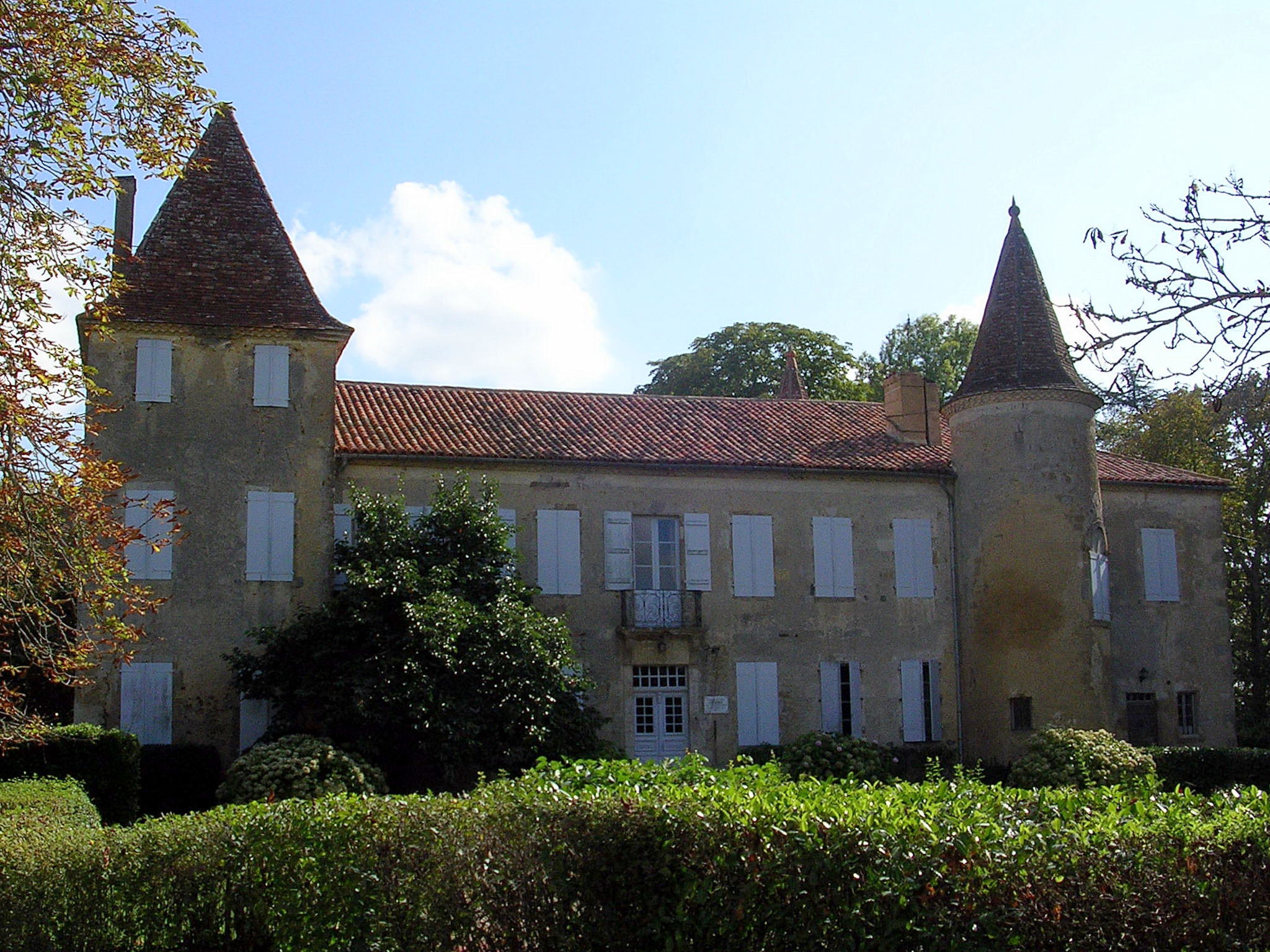
Castelo de Castelmore, Lupiac

Quando o jovem Charles de Batz deixa Castelmore e vai para Paris, por volta de 1630, decide tomar o nome da mãe, Françoise de Montesquiou d'Artagnan, por empréstimo. Com efeito, a Família Montesquiou era mais prestigiada na Corte francesa que a de seu pai.
Alista-se nos Cadetes da Guarda Francesa. M. de Tréville, capitão da Companhia dos Mosqueteiros do Rei, coloca-o na "Companhia des Essarts" da Guarda Francesa, locada em Fontainebleau. Sua entrada nos Mosqueteiros, com a proteção do ministro Mazarino, data de 1644, junto com a de seu amigo François de Montlezun, Senhor de Besmaux, futuro governador da Bastilha.
A Companhia dos Mosqueteiros é dissolvida por Mazarin em 1646. O Cardeal encarrega d'Artagnan, durante a Fronda, de um certo número de missões junto aos chefes militares. Luís XIV, que conhecera d'Artagnan quando o rei era ainda uma criança, dedica-lhe toda a sua confiança, encarregando-o de numerosas missões que reclamassem diligência e discrição. Quando do exílio de Mazarino em Brühl, em 1651, d'Artagnan acompanha o ministro. Esta fidelidade é recompensada: em 1652, d'Artagnan é tenente da Guarda Francesa; em 1655, por 80 000 libras, o cargo de capitão, graças ao dinheiro emprestado por partidários fiéis a Mazarino, notadamente Colbert, então em início de carreira.

## D'Artagnan torna-se Mosqueteiro

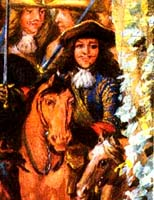
Retrato de d'Artagnan por Adams Frans Van der Meulen

Em 1657, a Primeira Companhia dos Mosqueteiros, dita a dos « grandes mosqueteiros » ou dos « mosqueteiros cinzentos » (em razão do manto de seus cavalos) é reconstituída. D'Artagnan torna-se membro, com a divisa de sub-tenente, mas, na verdade, sendo o verdadeiro comandante da companhia (o chefe nominal sendo um sobrinho de Mazarino). Tem seu "Hôtel" particular (hoje desaparecido) no nº 1 da atual "Rue du Bac".
Em 1659, d'Artagnan casa-se com Charlotte-Anne de Chancelay, que lhe dá duas filhas em 1660 e 1661. Eles separam-se de bens e de corpos em 1665.
Em 1660, Luís XIV casa-se com Maria Teresa de Espanha. A cerimônia tem lugar no dia 9 de Junho em Saint-Jean-de-Luz. A viagem para o País Basco dura um ano e dá a Luís XIV a oportunidade de visitar as províncias meridionais de seu reino. Evidentemente, d'Artagnan acompanha o cortejo. A travessia das cidades do itinerário traçado provoca a admiração da população: os mosqueteiros precedem o equipamento real puxado por seis cavalos brancos. No dia da etapa de Vic-Fezensac, 26 de Abril de 1660, d'Artagnan cavalga até Castelmore para rever os seus e recolher-se sobre a tumba de seus pais, na capela do domínio.
Em 1667 torna-se capitão-tenente da Primeira Companhia dos Mosqueteiros.

## A prisão de Fouquet
Em 5 de Setembro de 1661, o rei confia a d'Artagnan a delicada missão de prender Nicolas Fouquet. Começa um longo período durante o qual o mosqueteiro, transformado em carcereiro, acompanha seu prestigioso prisioneiro em sucessivos cárceres: três meses no Castelo de Angers, depois no Castelo de Vincennes, em 20 de junho do ano seguinte na Bastilha e, por fim, em Pignerol. Durante esses longos meses, d'Artagnan ocupa-se pessoalmente de seu prisioneiro, filtrando visitantes e dando conta escrupulosamente de todos os detalhes de sua vida com quem, apesar dos rigores da detenção, cria uma relação quase amigável. Madame de Sévigné relatará com que diligência d'Artagnan tornou as transferências e detenções de Fouquet as menos penosas possíveis. Dez anos mais tarde, ele procederá de maneira análoga na prisão de Lauzun.

## Últimos anos
D'Artagnan torna-se governador da cidade de Lille, conquistada pela França em 1667. Este governador, impopular, só pensa em voltar ao campo de batalha. A ocasião se apresenta quando Luís XIV declara a Guerra da Holanda contra as Províncias Unidas, em 1672. Nela d'Artagnan encontra a morte, em 1673, quando do cerco de Maastricht, com uma bala de mosquete na garganta, segundo algumas testemunhas, na fronte, segundo outras. O local de sua sepultura permanece desconhecido. É quando a lenda começa.
No entanto, a historiadora Odile Bordaz acredita ter localizado a tumba de d'Artagnan na Igreja de São Pedro e São Paulo de Wolder, próxima a Maastricht. É, com efeito, nesta cidade que Luís XIV e seus mosqueteiros haviam se estabelecido e é de lá que d'Artagnan e seus homens partiram para o assalto às muralhas da cidade onde o mosqueteiro será morto.
Naquela época, os oficiais mortos em combate eram enterrados na igreja mais próxima. Existem assim fortes indícios que d'Artagnan e outros membros do Estado Maior do Rei mortos quando do cerco tenham sido enterrados na igreja de Wolder.

## D'Artagnan como personagem de romance

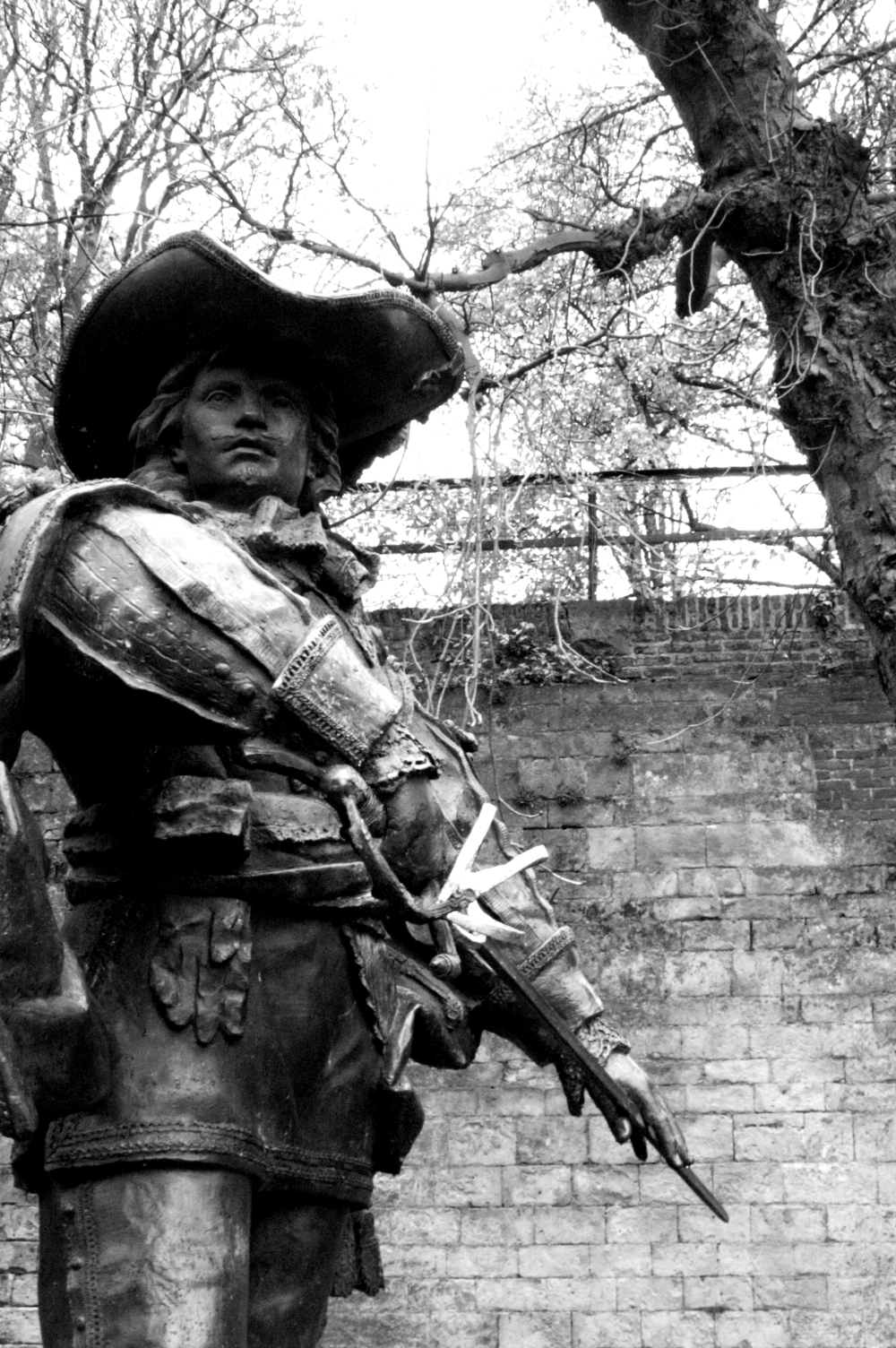
Estátua d'Artagnan em Maastricht

Conhece-se pouca coisa do verdadeiro d'Artagnan. Dele não existe senão um retrato sem autenticidade comprovada, e "Memórias", onde o verdadeiro mistura-se com o falso, aparecidas em 1700, ou seja, 27 anos após sua morte. São fruto de Gatien de Courtilz de Sandras, que descobriu a vida do herói gascão durante uma de suas estadas na Bastilha, quando Besmaux, ex-companheiro de d'Artagnan, era governador.
Alexandre Dumas descobre por sua vez a vida de d'Artagnan através dessas memórias. Em junho de 1843, de passagem por Marselha, na casa de seu amigo Joseph Méry, Dumas fuçando os volumes de sua rica biblioteca, « empresta » o livro. Ele não o devolverá jamais. Ele fica entusiasmado com o personagem e faz do livro seu livro de cabeceira. Inspira-se nele para a redação de sua célebre trilogia:
1. Os Três Mosqueteiros
2. Vinte Anos Depois
3. O Visconde de Bragelonne

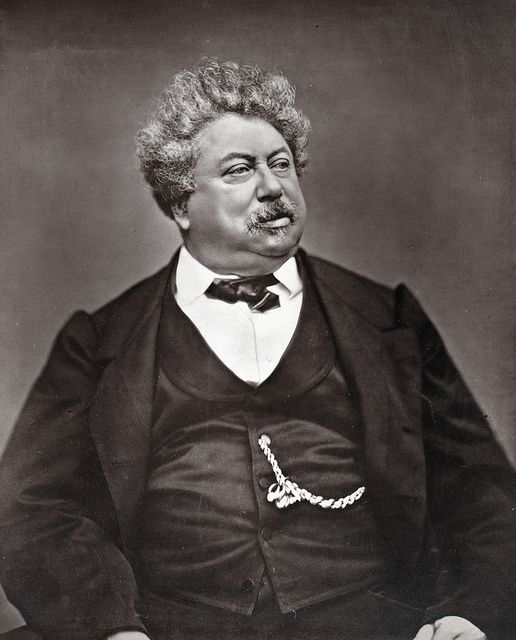
Alexandre Dumas

A realidade histórica não é sua maior preocupação, já que em "Os Três Mosqueteiros" Dumas avança a ação em quinze anos (d'Artagnan participa assim do Cerco de La Rochelle), opõe Luís XIII de França a Richelieu e inventa o personagem de Milady de Winter assim como uma ligação de Ana d'Áustria com George Villiers, 1.° Duque de Buckingham. Em "Vinte Anos Depois", d'Artagnan assiste à Fronda e tenta com seus três amigos, Athos,Porthos e Aramis, salvar Carlos I da Inglaterra. No início de "O Visconde de Bragelonne", não convencido do valor como rei do jovem Luís XIV, dÁrtagnan pede demissão do cargo de capitão da guarda. É responsável pela Restauração no trono da Inglaterra de Carlos II. Luís XIV chama-o de volta para perto de si e d'Artagnan reassume suas funções; no término do romance, convence-se que Luís XIV tornou-se um grande rei, apesar de escrúpulos morais que sente ao obeceder certas ordens. O último volume da trilogia coloca em cena, de forma romanceada, a prisão de Fouquet por d'Artagnan; o mosqueteiro intervém igualmente no caso do Homem da Máscara de Ferro. O romance termina com a morte de d'Artagnan, morto pela artilharia inimiga no momento em que recebe seu bastão de Marechal de França (na verdade, um detalhe fictício).
Na sequência, d'Artagnan tornou-se um dos personagens mais recorrentes da história do Cinema.
Seu personagem aparece também brevemente em "Cyrano de Bergerac" de Edmond Rostand.